# درمان
درمان یا چاره‌گریِ پزشکی یا بهبود (اغلب به کوتاهی Tx ،tx، یا Tx)، کوششی برای چاره‌سازی یا چاره‌یابی یک مشکلِ تندرستی، معمولاً به دنبال یک شناسایی است. درمان، از اصلی‌ترین وظیفه‌های یک پزشک است.
به عنوان یک قاعده، هر درمانی علائم و منع مصرف دارد. انواع مختلف درمانی وجود دارد. همه روش‌های درمانی مؤثر و دارای اثر درمانی نیستند. بسیاری از روش‌های درمانی می‌توانند عوارض جانبی ناخواسته ایجاد کنند.
درمان و تراپی معمولاً مترادف در نظر گرفته می‌شوند. با این حال، در زمینه سلامت روان، اصطلاح درمان ممکن است به روان درمانی اختصاص یابد.

## تاریخچه
قبل از ایجاد درمان به عنوان یک روش رسمی، مردم برای اطلاع‌رسانی و کمک به جهان برای یکدیگر داستان می‌گفتند. اصطلاح "شفا از طریق کلمات" بیش از ۳۵۰۰ سال پیش در نوشته‌های یونانی و مصری استفاده می‌شد. اصطلاح روان درمانی در قرن نوزدهم ابداع شد، و روان‌کاوی توسط زیگموند فروید در یک دهه بعد پایه‌گذاری شد.

## مسئول درمان
در مراکز درمانی مسئول درمان بیمار هشیار پزشک معالج به انتخاب خود او یا ولی او (برای بیمار محجور مانند کودک) است. اعضاء تیم درمانی مانند پرستار، بهیار ، ماما، کاردان بیهوشی، کاردان اتاق عمل و... همه برای بهبود بیمار تلاش می‌کنند. کارکنان آزمایشگاه‌ها و مرکز پیراپزشکی و مؤسسه‌ها تصویربرداری پزشکی نیز اعضاء تیم درمان هستند.

## روش‌های درمان
روشهای درمان بسته به نوع بیماری یا آسیب و فرد درمان‌گر بسیار متنوعند مانند : تجویز دارو، انجام جراحی، پانسمان زخم، رژیم درمانی، روان درمانی، گروه درمانی، هومئوپاتی، طب سوزنی

## محل درمان
محل درمان در موارد معمول محل کار درمان‌گر مانند مطب، درمانگاه زخم، مجتمع درمانی و یا بیمارستان است ولی در حوادث و اورژانس‌ها محل آغز درمان محل حضور فرد آسیب دیده‌است.

## هدف درمان
هدف درمان اصولاً بهبود بیماری و رفع آسیب است ولی اگر بیماری ماهیتا قابل درمان نباشد(مانند تالاسمی ماژور) یا به دلیل پیشرفت بیماری قابل درمان نباشد (مانند سرطان پیشرفته) هدف درمان کاهش عوارض و تسکین بیمار می‌باشد.

## سایر کاربردها
واژه درمان در کاربردهای دیگر مانند گیاه درمانی، دامپزشکی، درمان اقتصاد و درمان دردهای روحی و درمان در منزل نیز به کار رفته‌است.